# Ana Karamanu
Ana Karamanu, gr. Άννα Καραμάνου (ur. 3 maja 1947 w Pirgos) – grecka polityk, działaczka związkowa, działaczka na rzecz równouprawnienia kobiet, od 1997 do 2004 posłanka do Parlamentu Europejskiego.

## Życiorys
Ukończyła studia z zakresu filozofii na Uniwersytecie w Atenach. Kształciła się również w zakresie nauk politycznych. W latach 1974–1991 była działaczką związków zawodowych sektora telekomunikacyjnego. Została członkinią komitetu kobiet przy Europejskiej Konfederacji Związków Zawodowych (1988–1991). W Grecji założyła polityczne stowarzyszenie kobiet, w latach 1977–2001 zasiadała w komitecie centralnym Panhelleńskiego Ruchu Socjalistycznego (PASOK). Od 1994 przewodniczyła sekcji kobiet tego ugrupowania. W latach 1996–2003 pełniła funkcję wiceprzewodniczącej Socjalistycznej Międzynarodówki Kobiet. Była także ekspertem Komisji Europejskiej ds. kobiet i kształcenia zawodowego, a także krajowym generalnym sekretarzem stanu ds. równouprawnienia (1996–1997).
W 1997 z listy PASOK-u objęła mandat posłanki do Parlamentu Europejskiego IV kadencji. W 1999 uzyskała reelekcję na V kadencję. Należała do grupy socjalistycznej, pracowała m.in. w Komisji Praw Kobiet i Równouprawnienia (od 2002 jako jej przewodnicząca). W PE zasiadała do 2004. W tym samym roku została wiceprzewodniczącą organizacji kobiecej Partii Europejskich Socjalistów. W 2006 została wybrana na sekretarza stowarzyszenia byłych europosłów.